# Graham Stuart (homme politique)
Graham Charles Stuart, né le 12 mars 1962 à Carlisle, est un homme politique du Parti conservateur britannique.
Il est député de Beverley et Holderness depuis 2005 et est Ministre d'État à la Sécurité énergétique et à la Neutralité carbone depuis le 6 septembre 2022.

## Éducation
Graham Stuart est né à Carlisle, Cumberland, et étudie au Glenalmond College, une école indépendante du Perthshire, puis au Selwyn College de Cambridge de 1982 à 1985, où il s'inscrit en Philosophie et droit mais échoue après avoir concentré ses efforts sur le développement de son guide « What's on in Cambridge » en une entreprise rentable et reste président non exécutif de la société.
Il est président de la Cambridge University Conservative Association à partir de Pâques 1985.

## Début de carrière politique à Cambridge
Il est élu membre du conseil municipal de Cambridge pour le quartier Cherry Hinton lors des élections locales de 1998. Il se présente dans la circonscription de Cambridge pour le Parti conservateur aux élections générales de 2001, arrivant en troisième place avec 9,829 votes, 23% des voix. Il est réélu au conseil municipal de Cambridge aux élections locales de 2002 et sert jusqu'en 2004.

## Carrière parlementaire
Il est élu à la Chambre des communes comme député de Beverley et Holderness aux élections générales de 2005 avec une majorité de 2 580 voix. Il siège en tant que membre de deux comités spéciaux : le comité restreint de vérification environnementale et le comité spécial des enfants, des écoles et des familles. Il est élu membre du conseil d'administration du Parti conservateur par ses collègues députés en 2006.
En juin 2010, Stuart est élu par les députés à la présidence du comité restreint de l'éducation. Bien qu'il soit député conservateur, Stuart est souvent en désaccord avec le secrétaire d'État à l'Éducation, Michael Gove. Son comité produit jusqu'à six rapports par an, allant des enquêtes sur des éléments de preuve uniques à des examens plus détaillés de la politique de l'éducation, des écoles et de la famille.
En 2005, il fonde Beverley and Holderness Pensioners Action Group, Community Hospitals Acting Nationally Together (CHANT), un groupe de campagne multipartite et Hull and Holderness Opposing the Incinerator (HOTI Group). Il est vice-président de la branche GLOBE UK de Global Legislators Organisation for a Balanced Environment.
Le 27 février 2016, Stuart soutient le maintien de la Grande-Bretagne comme membre de l'Union européenne : « Il y a eu tout un régime de couverture médiatique négative au sujet de l'UE, mais pas beaucoup reconnaissant les avantages. ».
Il est nommé whip adjoint par la nouvelle première ministre, Theresa May, le 18 juillet 2019. Il est ensuite sous-secrétaire d'État au Commerce international du 9 janvier 2018 au 16 septembre 2021. Il est Ministre d'État au Foreign Office du 17 juillet au 6 septembre 2022 et Ministre d'État à la Sécurité énergétique et à la Neutralité carbone du 6 septembre 2022 au 12 avril 2024.